# Sengge Düüreng
 (octobre 2024).
Si vous disposez d'ouvrages ou d'articles de référence ou si vous connaissez des sites web de qualité traitant du thème abordé ici, merci de compléter l'article en donnant les références utiles à sa vérifiabilité et en les liant à la section « Notes et références ».
Sengge Düüreng (mongol : ᠰᠡᠩᠬᠡ
ᠳᠦᠬᠦᠷᠡᠩ, cyrillique : Сэнгэ Дүүрэн, MNS : Senge Düüren ou Сэнгэдүүрэн хан) (1522-1586) est le Khan des Toumètes qui succéda à son père Altan Khan.

## Biographie
À la mort soudaine d'Altan Khan, son fils Sengge Düüreng poursuivit la politique de son père. En 1582, il informa le 3e dalaï-lama qui se trouvait au monastère de Kumbum, lui demandant de faire réaliser les obsèques. Le dalaï-lama se rendit en 1586 en Mongolie où il est mort en 1588, alors qu'il rentrait au Tibet.
Le fils aîné d'Altan Khan, le fondateur de l'État de Tumet. Senge Duuren est né en 1522. Dans les années 1540, il participa aux campagnes de son père contre les Uriankhaites, et dans les années 1550 et 1560, il participa aux guerres avec les Oirats. En 1571, après le mariage de son père avec Zhonggen (connu des Chinois sous le nom de Sanniangzi) de la famille Borjigin, qui comptait sur le soutien du gouvernement chinois. En conséquence, Senge Duuren s'exile volontairement, errant près de Kukunor.
En 1582, après la mort de son père, il retourna à la capitale, Kyoke-Hoto, où il devint le nouveau khan des Tumets. Cependant, il fait face aux ambitions de la belle-mère de Dzonghen, qui s'empare du sceau du khan et commence à persuader les Noyons de déclarer son fils Budashiri comme nouveau khan. Dans le même temps, elle commença à négocier avec le gouvernement impérial le transfert du titre de shunyi-wan à Budashira en reconnaissance de son autorité. La lutte a duré plusieurs mois. En fin de compte, le gouvernement chinois a décidé de transférer le sceau et le titre à Senge Duuren-Khan, mais il a dû épouser Dzonggen. Cette dernière n’a cessé de tenter de prendre tout le pouvoir entre ses mains.
Senge Duuren Khan a poursuivi la politique de son père en matière de relations pacifiques avec la Chine et de propagation du bouddhisme, en entretenant une correspondance avec le Dalaï Lama, qu'il a invité dans sa capitale. Dans le même temps, il rejeta les demandes de certains seigneurs féodaux Ordo et Tumet qui exigeaient d'expulser les lamas et de renoncer au bouddhisme.
Cependant, l'ivresse de Senge Duuren-khan a conduit Dzonggen à prendre effectivement le pouvoir dans l'État, le divisant de Makai-hatun (connu sous le nom de Baya Beyiji (petite princesse), qui contrôlait l'aile droite du khanat). La tentative de Dzonggen de déclarer Budashiri a été accueillie par En 1584, Namudai, le fils de Senge Duuren-khan (marié à Bai Beiji), devint son successeur, et après la mort de son père en 1586, il hérita du pouvoir.

## Famille
On lui connait 14 fils :
- Namudai Sechen Khan, (v.1545 - 1607);
- Wulu Babu'er Taiji, (v.1546 - 1613);
- Qingba Du'er Taiji, (v.1547 - ap.1571);
- Hamutaiji, (v.1549 - ap.1571);
- Sumir Daiqing, (v.1555 - ap.1588);
- Duan Naitaiji, (v.1557 - ap.1588);
- Dailaizai Sheng Taiji, (v.1558 - ap.1587);
- Tai Shiha Buha, (v.1559 - ap.1571);
- Galtu, (v.1560 - ap.1596);
- Chaotu Taiji;
- Tuli Hatu Taiji;
- Tulibatou Taiji;
- Bayantu Taiji;
- Mingan Taiji [2]